# Far'a
El camp de refugiats de Far'a o al-Fari'ah (àrab: مخيّم الفارعة, muẖayyam al-Fāriʿa) és un camp de refugiats palestí a la vall del Jordà, al nord-oest de Cisjordània, situat a 12 quilòmetres al sud de Jenin i a 2 quilòmetres al sud de Tubas, tres quilòmetres al nord-oest de Tammun i 17 quilòmetres al nord-est de Nablus. Segons l'Oficina Central d'Estadístiques de Palestina (PCBS), el campament tenia 7.100 refugiats en 2006, encara quel'UNRWA fixa la seva població en uns 8.500 refugiats palestins registrats.
El campament de Far'a se va establir en 1949, després de la Guerra araboisraeliana de 1948, sobre 255 dúnams (25,5 hectàrees) de terreny. S'hi van instal·lar refugiats procedents d'uns trenta poblats al nord-est de Haifa que, durant la Nakba, van haver d'abandonar les seves llars davant l'avanç de les tropes israelianes.
Rep aigua de la deu propera de Far'a, de la que en rep el nom, gràcies a una estació de bombament gestionada per UNRWA. En trobar-se bastant aïllat geogràficament, molts serveis només es troben disponibles a Jenin o Nablus. No obstant això, aquest aïllament fa també que els terrenys circumdants siguin relativament barats en comparació amb altres campaments més propers a grans ciutats. Això dona l'oportunitat als seus refugiats de mudar-se a petites cases en el camp, la qual cosa alleuja el problema de la superpoblació que tant afecta la majoria dels campaments de refugiats palestins.
El campament va estar sota ocupació jordana i israelià fins a novembre de 1998, quan va passar a estar sota el control ple de l'Autoritat Nacional Palestina arran del memoràndum del Riu Wye.
La majoria dels habitants del campament treballen en la agricultura, encara que alguns treballen en el sector de la construcció, sobretot en els assentaments israelians de la vall del Jordà. La desocupació i la pobresa són els dos principals problemes del campament de Far'a segons els seus propis residents. UNRWA gestiona tres escolesː dues per a nenes, amb unes 750 alumnes cadascuna, i una per a nens, amb uns 800 alumnes. Donada l'escassetat en el campament, molts nens falten a classe en època de collita per ajudar a les seves famílies en la recol·lecció.
UNRWA també gestiona un centre de salut en Far'al fet que proporciona serveis reproductius i psicològics, pediatria, vacunacions, revisions mèdiques mèdiques i tractament de malalties. Un destista acudeix al centre dos dies a la setmana, però aquest manca de raigs X i de servei de fisioteràpia. El centre de salut es va construir en 1993 i va quedar ràpidament obsolet i superpoblat.